# Lespesia capitis
Lespesia capitis là một loài ruồi trong họ Tachinidae.